# Ulrich Everling

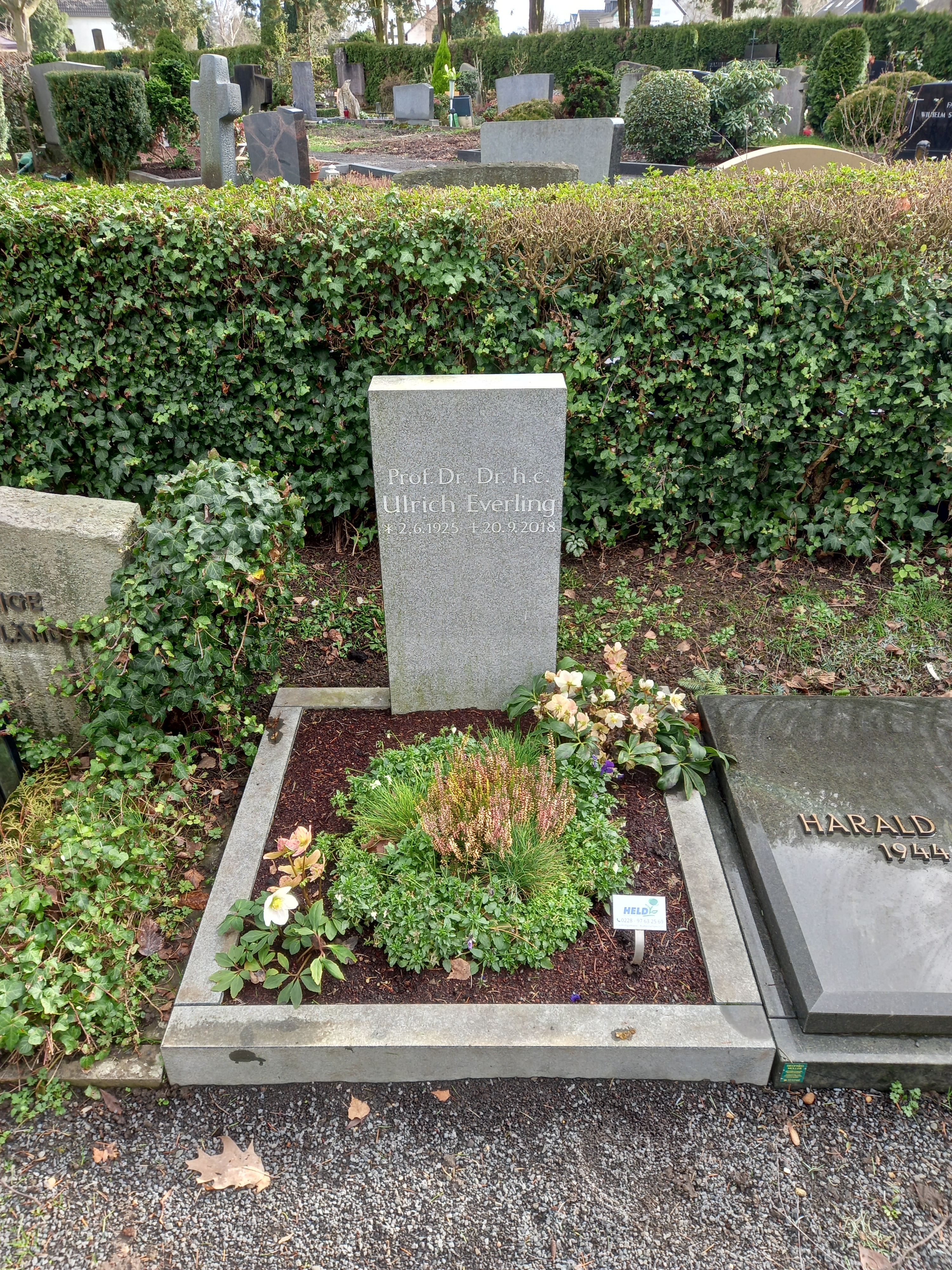
Das Grab von Ulrich Everling auf dem Friedhof Mehlem in Bonn

Ulrich Everling (* 2. Juni 1925 in Berlin; † 20. September 2018) war ein deutscher Jurist und Richter am Europäischen Gerichtshof.
Nach seinem Studium der Rechtswissenschaft wurde er 1952 an der Universität Göttingen zum Doktor der Rechte promoviert. Seine Karriere begann er im Bundeswirtschaftsministerium, in dessen Rechtsabteilung er ab 1953 tätig war. 1958 wurde er Referatsleiter in der Europaabteilung, ab 1970 Abteilungsleiter der Abteilung Europapolitik des Bundeswirtschaftsministeriums. Ab 1971 übte er eine Lehrtätigkeit als Dozent an der Universität Münster aus, an der er 1975 Honorarprofessor wurde. Seit 1981 lehrte er an der Universität Bonn. Vom 6. Oktober 1980 bis zum 6. Oktober 1988 war er als Richter am Europäischen Gerichtshof in Luxemburg tätig. Im Jahr 2000 verlieh die Universität des Saarlandes ihm die Ehrendoktorwürde. Seit 1990 war er auswärtiges Mitglied (Foreign Member) der Königlich Niederländischen Akademie der Wissenschaften.

## Ehrungen
- 1969: Verdienstkreuz am Bande der Bundesrepublik Deutschland
- 1971: Großoffizier des Orden von Oranien-Nassau der Niederlande[4]
- 1976: Verdienstkreuz 1. Klasse der Bundesrepublik Deutschland
- 1981: Großes Verdienstkreuz der Bundesrepublik Deutschland